# Посол США в Словаччині
Надзвичайний і повноважний посол США в Словаччині (словац. Mimoriadny a splnomocnený veľvyslanec Spojených štátov na Slovensku; англ. Ambassador Extraordinary and Plenipotentiary of the United States to Slovakia) — вищий представник Посольства США в Словаччині. Посада створена 22 листопада 1993 призначенням Теодора Расселла внаслідок перетворення консульства США на посольство 4 січня 1993 року.
Сполучені Штати визнали Словацьку Республіку незалежною суверенною державою в день її створення, 1 січня 1993 року. До липня 1993 року Пол Гекер (Paul Hacker) — тимчасовий повірений у справах, якого замінила тимчасова повірена у справах Елеонора Б. Саттер (Eleanor B. Sutterová), яка обіймала посаду з 7 липня по 16 грудня 1993 року.
19 березня 2019 року Білий дім оголосив про призначення Бріджит Брінк (англ. Bridget A. Brink) наступницею Едама Стерлінґа (англ. Adam Sterling) на посаді посла.. Після призначення Бріджит Брінк Послом США в Україні Ґаутам Рана обійняв посаду 28 вересня 2022 року.

## Список послів
| #  | Ім'я              | Призначений       | Від             | До              |
| -- | ----------------- | ----------------- | --------------- | --------------- |
| 1  | Теодор Е. Рассел  | 22 листопада 1993 | 16 грудня 1993  | 29 березня 1996 |
| 2  | Ральф Р. Джонсон  | 16 січня 1996     | 4 квітня 1996   | 21 травня 1999  |
| 3  | Carl Spielvogel   | 3 серпня 2000     | 7 вересня 2000  | 15 квітня 2001  |
| 4  | Рональд Н. Вайзер | 26 листопада 2001 | 5 січня 2002    | 19 грудня 2004  |
| 5  | Родольф М. Валле  | 21 червня 2005    | 23 серпня 2005  | 5 грудня 2007   |
| 6  | Вінсент Обситник  | 9 листопада 2007  | 6 грудня 2007   | 20 січня 2009   |
| 7  | Теодор Седжвік    | 30 червня 2010    | 4 липня 2010    | липень 2015     |
| 8  | Адам Стерлінґ     | 25 травня 2016    | 29 травня 2019  | 7 серпня 2019   |
| 9  | Бріджит Брінк     | 29 травня 2019    | 20 серпня 2019  | 25 квітня 2022  |
| 10 | Ґаутам Рана       | 4 серпня 2022     | 28 вересня 2022 |                 |